# Marietta Blau
Marietta Blau (Viena, 29 de abril de 1894 – 27 de janeiro de 1970) foi uma física austríaca. Após receber o certificado de conclusão do ensino médio em um colégio para moças, gerenciado pela Associação para a Educação Estendida de Mulheres, Marietta estudou física e matemática na Universidade de Viena, de 1914 a 1918, obtendo o Ph.D em março de 1919.
A ela é creditada a invenção da emulsão nuclear, que é a emulsão fotográfica destinada à fixação e observação da trajetória individual das partículas ionizantes e os eventos decorrentes destas atividades. Ela ainda estabeleceu um método acurado de estudo das reações causadas por raios cósmicos. Foi a primeira a usar emulsões nucleares para detectar nêutrons - observando prótons de recuo. Suas emulsões nucleares foram um avanço significativo para o campo de física de partículas da época. Seu trabalho foi indicado para o Prêmio Nobel de Física, em 1950, por Erwin Schrödinger.

## Período pré- Segunda Guerra Mundial
De 1919 a 1923, Marietta teve diversos cargos na indústria e nas instituições de pesquisa de universidades da Alemanha e da Áustria. De 1923 em diante, ela trabalhou sem vencimentos como cientista para o Instituto de Pesquisas do Rádio, da Academia de Ciências Austríacas, em Viena, contando com o suporte da família para viver. Uma remuneração vinda da Associação Austríaca de Mulheres Universitárias também lhe deu a chance de trabalhar em Göttingen e em Paris, de 1932 a 1933.
Durante seus anos em Viena, ela se interessou pelo desenvolvimento de um método fotográfico de detecção de partículas. Seus objetivos metodológicos visavam a identificação de partículas, especialmente as alfa e os prótons, além de determinar sua energia com base nas características de seus traços deixados nas emulsões. Por este trabalho, Marietta e sua ex-aluna Hertha Wambacher receberam o Prêmio Lieben, da Academia Austríaca de Ciências, em 1937. Em 1937, junto de Wambacher, descobriram "estrelas que se desintegravam" em placas fotográficas que tinham sido expostas à radiação cósmica em uma altitude de 2 300 metros acima do nível do mar. Essas "estrelas" eram os padrões de faixas de partículas de reações nucleares (eventos de espalação) de partículas de raios cósmicos com os núcleos da emulsão fotográfica.
Por ser de família judaica, Marietta precisou sair da Áustria em 1938, o que causou um grande hiato em sua carreira científica. Primeiramente, ela foi para Oslo, onde trabalhou com a professora Ellen Gleditsch por um ano e dali, por meio da intervenção de Albert Einstein, conseguiu um cargo de docente no Instituto Politécnico na Cidade do México. Seus artigos científicos mais importantes foram confiscados por oficiais alemães nessa época. Mas as condições de pesquisa no México eram muito difíceis. Assim ela pleiteou uma oportunidade para se mudar para os Estados Unidos, em 1944.

## Pós-guerra
Já nos Estados Unidos, Marietta trabalhou na indústria até 1948. Depois, até 1960, esteve na Universidade Columbia, Laboratório Nacional de Brookhaven e na Universidade de Miami. Nestas instituições, ela foi a responsável pela aplicação do método fotográfico de detecção de partículas de alta energia em experimentos com aceleradores de partículas.
Em 1960, ela retornou à Áustria para trabalhar com pesquisa no Instituto de Pesquisas do Rádio, até 1964, mais uma vez, sem ser remunerada por isso. Também liderou um grupo de análises de fotografias de traços de partículas em experimentos conduzidos pelo CERN e supervisou uma dissertação nesta área. Em 1962, ela recebeu o Prêmio Erwin Schrödinger da Academia Austríaca de Ciências, apesar de não ter conseguido ser um membro da academia na mesma época.

## Morte
Marietta Blau morreu na miséria, vítima de câncer em Viena, em 27 de janeiro de 1970. Sua doença pode estar relacionada com o manejo sem proteção de substâncias radiativas, bem como o hábito de fumar durante muitos anos. Nenhum obituário seu foi feito em publicações científicas da época. Em 2005, a Universidade de Viena nomeou um salão de conferências de seu edifício em homenagem a Marietta.